# Nephalius spiniger
Nephalius spiniger là một loài bọ cánh cứng trong họ Cerambycidae.